# Споменик палим борцима Сремчице
Споменик палим борцима Сремчице је споменик посвећен мештанима Сремчице који су погинули као припадници Народноослободилачке војске Југославије или били жртвама одмазди за време окупације Србије у Другом светском рату од 1941. до 1945. године.
Споменик је подигла организација Савеза бораца села Сремчице, а откривен је 7. јула 1955. године на Дан устанка народа Србије.
Састоји се од бисте партизанског борца и спомен-табле са именима палих бораца и жртава терора.
Налази се у парку у београдском насељу Сремчици у Градској општини Чукарица.

## Галерија
- Биста партизанског борца на споменику
- Спомен-плоча са списковима бораца и жртава терора